# Oleksandr Konyskyj

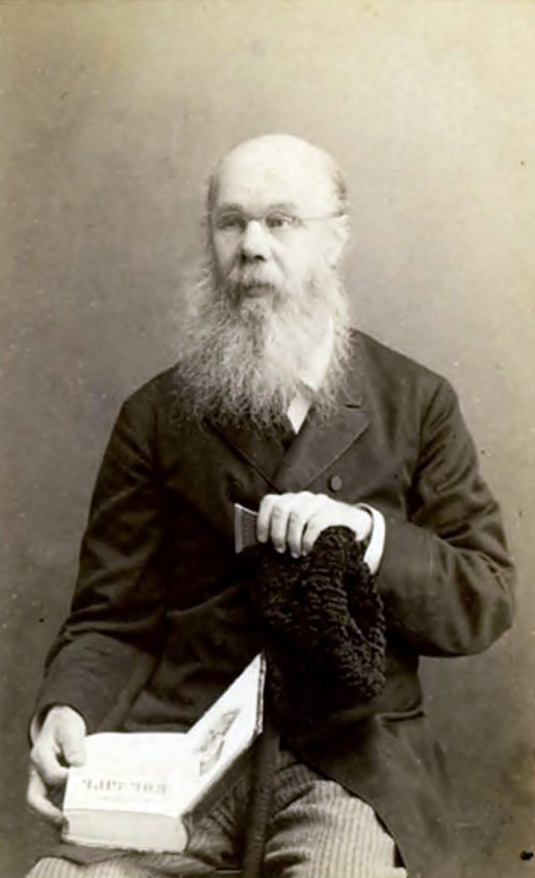
Oleksandr Konyskyj

Oleksandr Jakowytsch Konyskyj (ukrainisch Олександр Якович Кониський, russisch Александр Яковлевич Кониский/Alexander Jakowlewitsch Koniski; * 6. Augustjul. / 18. August 1836greg. in Perechodiwka, Gouvernement Tschernigow, Russisches Kaiserreich; † 29. Novemberjul. / 12. Dezember 1900greg. in Kiew, Gouvernement Kiew, Russisches Kaiserreich) war ein ukrainischer Anwalt, Journalist, Schriftsteller und Übersetzer.

## Leben
Oleksandr Konyskyjs literarische Tätigkeit begann 1858. Er schrieb unter anderem Lehrbücher, Gedichte, Romane und Theaterkritiken, verfasste Essays über die ukrainische Geschichte, ein Russisch-ukrainisches Wörterbuch und eine Biographie über Taras Schewtschenko. Bekanntheit erlangte Konyskyj als Textschreiber des bekannten geistlichen Liedes Gebet für die Ukraine (Молитва за Україну). Außerdem übersetzte er zahlreiche Schriften aus der russischen in die ukrainische Sprache. Seine Werke waren von den 1920er bis in die 1980er Jahre in der Sowjetunion verboten.
1863 wurde er unter dem Verdacht regierungsfeindlicher Zugehörigkeit verhaftet und zunächst in die Stadt Wologda und später nach Totma verbannt. 1866 kehrte er in die Ukraine zurück und lebte in Jelisawetgrad, Bobrynez und Jekaterinoslaw. 1872 zog er nach Kiew, und betrieb dort eine Anwaltskanzlei. 1873 war er Mitgründer der Schewtschenko-Gesellschaft in Lwiw. Er starb 64-jährig in Kiew und wurde dort auf dem Baikowe-Friedhof bestattet.